# Мартен, Жорж
Жорж Мартен (9 мая 1844 — 1 октября 1916) — политик и масон, основатель ордена Le Droit Humain.

## Биография
Мартен был инициирован 21 марта 1879 года в ложу «Союз благотворительности». Он был одним из основателей французской «Великой символической шотландской ложи». С 1890 года Мартен безуспешно работал над вопросом посвящения женщин в мужские юрисдикции. Он участвовал в посвящении Марии Дерэм, 14 января 1882 года, что проходило в ложе «Свободных мыслителей» в Ле-Пек, и с ней же он основал в 1893 году первую смешанную ложу, которую назвали «Великая символическая шотландская ложа Право человека». Эта материнская ложа стала основой для создания ордена «Право человека», работы которого, с 1893 по 1916 годы, были посвящены национальному и международному развитию. В 1901 году в ордене был создал свой верховный совет, которому были подчинены все ложи ордена.